# Jean-Baptiste Drouillard
Pour les articles homonymes, voir Drouillard.
Jean-Baptiste Drouillard (-1693) est une personnalité française qui a exercé les fonctions de gouverneur de Bourbon durant la seconde moitié du XVIIe siècle : il a été le gouverneur de l'île du sud-ouest de l'océan Indien désormais appelée La Réunion entre le 2 décembre 1686 et le 9 décembre 1689.

## Biographie
Jean-Baptiste Drouillard, originaire de la Bretagne, remplace temporairement le gouverneur F. Bernardin de Quimper, souffrant. En voulant exécuter les ordonnances de Régnault et de La Haye, il fait face à l'hostilité des habitants qui lui reprochent plusieurs choses dont des taxations jugées exorbitantes, l'interdiction de tout commerce avec les navires de passage et une réglementation trop drastique sur la chasse. En 1687, le Père Camenheim débarque dans l'île et se ligue ouvertement contre lui jusqu'à l'excommunier. Ne se sentant plus en sécurité, il prend la fuite sur un bateau portugais le 9 décembre 1689 et débarque à Brest où il sera condamné à 13 mois de prison au fort de la ville.